# Lago Osisko
El lago Osisko es un lago de Canadá, situado en el noroeste de la provincia de  Quebec, baña la ciudad de Rouyn-Noranda que está situada en  su orilla.

## Historia
En el año 1920 Edmund Horne descubrió un yacimiento enorme de oro y de cobre en la orilla norte del lago Osisko. El lago pronto se utilizó de base de hidroaviones al servicio de las empresas mineras de la región, pero también del punto de llegada para colonos y mercancías. Desempeñó un papel clave en el desarrollo de la ciudad de Rouyn-Noranda.
Años atrás las playas ubicadas en el lago Osisko estaban muy concurridas,  pero  hoy en día están  fuertemente contaminadas tras décadas de vertidos de todo tipo y  no es aconsejable  el  baño en ellas.

## Instalaciones y actividades económicas
- Un parque municipal muy concurrido está situado en  la orilla oeste.
- Una pista para ciclistas de ocho kilómetros da la vuelta al lago y toma uno de los diques que divide el lago en tres secciones.
- Cada verano, tiene lugar en el lago el acontecimiento Osisko en Luces, que presenta espectáculos musicales y fuegos  de artificiales.
- En invierno, un gran anillo de hielo es acondiconado sobre el lago, ofreciéndoles a los habitantes de Rouyn-Noranda la posibilidad de patinar o jugar al hockey al aire libre gratuitamente.
- La Fiesta de invierno de Rouyn-Noranda se realiza  en  el lago en febrero de cada año, con una gran variedad de actividades:  patinaje, carreras de motos de nieve, paseos en trineo.
- El club de golf Noranda está establecido en la orilla norte del lago desde 1934.

## Toponimia
Osisko significa rata almizclera en  algonquino. Este lago es también conocido con el nombre de Lago Rata almizclera y Lago Tremoy , nombre de un pequeño sindicato minero que financió los viajes de explotación de Edmund Horne en la región.